# Aleksandr Nelidov
Aleksandr Ivanovitj Nelidov (ryska: Александр Иванович Нелидов), född 1837 i Kisjinev, död 17 september 1910 i Paris, var en rysk diplomat.
Nelidov inträdde vid ännu ej fyllda 20 år i tjänst vid ryska utrikesministeriet, specialiserade sig på orientaliska ärenden och blev 1875 ambassadråd i Konstantinopel. Under rysk-turkiska kriget 1877–78 åtföljde han överbefälhavaren storfurst Nikolajs stab som högkvarterets kanslidirektör och ledde i denna egenskap de förhandlingar, som resulterade i freden i San Stefano (3 mars 1878). 
Nelidov deltog samma år i Berlinkongressens arbeten, blev 1879 ryskt sändebud i Dresden och 1883 ambassadör i Konstantinopel. Han förvärvade där stort inflytande hos Höga porten, förflyttades 1897 till Rom och 1903 till Paris, där han efterträdde furst Urusov och under rysk-japanska kriget hade en ganska svår uppgift att fylla vid sina strävanden att bibehålla fransmännens förtroende till Rysslands militära och ekonomiska styrka orubbat och trygga den fransk-ryska alliansens fortsatta bestånd. Han uppges ha haft stor andel i biläggandet av den rysk-brittiska konflikt Doggers bank-episoden framkallat, och han presiderade 1907 vid andra Haagkonferensen.